# Chiesa di San Bartolomeo Apostolo (Medolla)
La chiesa di San Bartolomeo Apostolo è la parrocchiale di Villafranca, frazione di Medolla, in provincia di Modena. Appartiene al vicariato della Bassa dell'arcidiocesi di Modena-Nonantola e risale al XIV secolo.

## Storia
La chiesa primitiva venne edificata nel 1313 ed è citata nel testamento della nobile Margherita del Fante del 1353. La piccola pieve venne più volte modificata e nel XVIII secolo risultò versare in pessime condizioni. Tra il 1761 e il 1764 venne completamente riedificata. Nel 1768 venne consacrato l'altare maggiore. Nel 1874 e nel 1891 vennero aggiunte le due navate laterali.

## Descrizione
Il terremoto dell'Emilia del 2012 ha prodotto danni tali all'edificio da rendere non più osservabili alcuni aspetti della struttura che ci era pervenuta. La descrizione viene quindi riferita ad una situazione pre-sisma. 

### Esterno
La facciata si presenta in stile classico e la torre campanaria, originaria del 1668, è stato rifatto nel 1835.

### Interno
La navata interna è unica. L'altare dedicato alla Beata Vergine delle Grazie risale al 1621 e la pala d'altare conserva il dipinto attribuito a Francesco Malagoli del 1737.
Durante il terremoto dell'Emilia del 2012 ha subito gravissimi danni che l'hanno quasi completamente demolita. Non è agibile e necessita di interventi di ricostruzione.